# Sri-lankische Badmintonmeisterschaft 2021
Die Sri-lankische Badmintonmeisterschaft 2021 fand vom 13. bis zum 19. Dezember 2021 in Colombo statt. Es war die 69. Austragung der nationalen Titelkämpfe im Badminton in Sri Lanka.

## Austragungsort
- Sugathadasa Indoor Stadium, Colombo

## Medaillengewinner
| Disziplin    | Gold                                      | Silber                                           | Bronze                                    |
| ------------ | ----------------------------------------- | ------------------------------------------------ | ----------------------------------------- |
| Herreneinzel | Buwenaka Goonethileka                     | Viren Nettasinghe                                | Abeywickrama Dumindu                      |
| Herreneinzel | Buwenaka Goonethileka                     | Viren Nettasinghe                                | Dinuka Karunaratne                        |
| Dameneinzel  | Dilmi Dias                                | Kavindi Ishandika Sirimannage                    | Nadeesha Gayanthi                         |
| Dameneinzel  | Dilmi Dias                                | Kavindi Ishandika Sirimannage                    | Ranithma Liyanage                         |
| Herrendoppel | Sachin Dias Buwenaka Goonethileka         | Rasindu Hendahewa Viren Nettasinghe              | Hasitha Chanaka Maduka Dulanjana          |
| Herrendoppel | Sachin Dias Buwenaka Goonethileka         | Rasindu Hendahewa Viren Nettasinghe              | Oshamika Karunarathne Chaniru Manmitha    |
| Damendoppel  | Buthmi Galagamage Thiyaana Vidanaarachchi | Kavindi Ishandika Sirimannage Thilini Jayasinghe | Madushika Dilrukshi Nadeesha Gayanthi     |
| Damendoppel  | Buthmi Galagamage Thiyaana Vidanaarachchi | Kavindi Ishandika Sirimannage Thilini Jayasinghe | Dilmi Dias Kavindika de Silva             |
| Mixed        | Thulith Palliyaguru Buthmi Galagamage     | Sachin Dias Kavindi Ishandika Sirimannage        | Lahiru Weerasinghe Madushika Dilrukshi    |
| Mixed        | Thulith Palliyaguru Buthmi Galagamage     | Sachin Dias Kavindi Ishandika Sirimannage        | Buwenaka Goonethileka Hasara Wijeyarathna |